# 峦州
峦州，中国唐朝时设置的州。
永贞元年（805年）改淳州置，治所在永定县（今广西壮族自治区横县西北峦城镇北）。因境内山峦多而得名。下轄：永定县、武罗縣（广西南宁市邕宁区中和乡）、灵竹縣（广西横县石塘镇灵竹社区）。属岭南道。辖境相当今广西壮族自治区横县西部地。北宋开宝五年（972年）省入横州。 
峦州刺史
- 陈倓（长庆初年）